# Port lotniczy Buszehr
Port lotniczy Buszehr (IATA: BUZ, ICAO: OIBB) – port lotniczy położony w Buszehr, w ostanie Buszehr, w Iranie.

## Linie lotnicze i połączenia
- Iran Air (Meszhed, Sziraz, Teheran-Mehrabad)
- Iran Air Tours (Teheran-Mehrabad)
- Iran Aseman Airlines (Dubaj)
- Taban Air (Damaszek)